# Bruno Sulak
Bruno Sulak, né le 6 novembre 1955 à Sidi Bel Abbès en Algérie, et mort le 29 mars 1985 à Paris lors d'une tentative d'évasion, est un célèbre braqueur français connu pour ses bonnes manières, son côté avenant et son audace, ses braquages sans violence physique, il est parfois comparé au personnage de roman Arsène Lupin.
Il est célèbre également pour plusieurs évasions de prison.

## Biographie
Son père Stanislas Sulak, né à Toul en 1930 d'un père émigré de Pologne, est un ancien de la Légion étrangère, ayant combattu en Indochine où il a perdu un bras. La famille quitte l'Algérie en août 1957. Il passe son enfance à Marseille.

### Engagement dans la Légion
En 1976 à 20 ans, il s'engage dans la Légion sous le nom de « Bernard Suchon »,. Affecté dans les parachutistes à Calvi en Corse (2e régiment étranger de parachutistes), il quitte la caserne lors d'un week-end de mai 1978, sans permission, pour aller voir sa famille, en pensant que son absence ne sera pas remarquée. Mais le jour même, le régiment est mobilisé et envoyé sauter sur Kolwezi, au Zaïre. Absent, il sera considéré comme déserteur. Il va alors quelques mois plus tard, dès mi-octobre, commencer une série de braquages de supermarchés.

### Mariage
Le 24 février 1979, il se marie, sous son vrai nom, avec Patricia enceinte de leur premier enfant, Amélie.

### Braquages, parcours judiciaires et évasions
Le 28 février, les gendarmes viennent l'arrêter, non pour sa série de braquages mais pour sa désertion de l'armée. En fouillant sa voiture, les policiers découvrent dans le coffre une grande quantité de billets de banque et de chèques, ainsi que des armes ayant servi aux hold-up. Il est immédiatement incarcéré.
Le 24 juin 1980, il s’évade de la prison d’Albi en sciant les barreaux de sa cellule et en août 1980, revient libérer un autre détenu emprisonné à Montpellier, Jean-Louis Segreto.
En 1981, il passe son brevet de pilote d’hélicoptère.
Le 25 janvier 1982, il est interpellé avenue de Suffren à Paris. Le 21 juillet 1982, à Montpellier, Bruno Sulak est jugé en compagnie de sa compagne Thalie et de Dragan Rančić, pour l'évasion de Jean-Louis Segreto. Sulak et Rančić sont condamnés à 3 ans de prison. Thalie est condamnée à 18 mois de prison avec sursis.
Peu après, il profite d'un déplacement pour son audition dans le bureau d'un juge, concernant une affaire de chèques sans provision, pour s'évader. Alors qu'il est ramené en train de Montpellier à Lyon, sous la garde de cinq gendarmes, deux complices armés neutralisent ceux-ci, leur prennent leurs armes et les trois s'enfuient à la gare de Valergues. Une de ses armes, un MAC modèle 1950, sera retrouvée plus tard avec des cagoules, dans une BMW volée dans laquelle se trouvent Marc Mill et Anthony Delon alors âgé de 18 ans.
Sulak va ensuite enchaîner les braquages de bijouteries : Van Gold rue de Caumartin à Paris, Cartier avenue Montaigne, puis de nouveau Cartier sur la Croisette à Cannes, où il rentre dans la bijouterie en tenue de tennis avec un sac de sport et une raquette. Il opère alors avec un complice : Novica Zivkovic (1955-1984), alias Radisa « Steve » Jovanović, dit « Le Yougo ».

### Amitié avec Steve Jovanović
Une forte amitié va lier les deux hommes, au point que Jovanović prendra Sulak pour nom de famille. Il sera alors plus connu sous le patronyme de « Steve Sulak ». Ancien garde du corps de Jean-Paul Belmondo et champion de France de boxe dans la catégorie poids lourds, Steve a joué le rôle d'un policier agent secret dans le film Le Professionnel. Au moment du tournage, où l'on peut le voir au milieu de nombreux figurants habillés en policiers, dans le parc du château de Maintenon, il était recherché par la police. À son poignet, une montre en or, fruit d’un cambriolage.
La méthode de Sulak et Jovanović est rodée : sans violence, les employés sont menottés pendant que les malfaiteurs font main basse sur les parures, colliers, et autres bracelets. Ceux-ci prennent soin d'emporter le film de la caméra de surveillance et s'enfuient à pied.

### Intérêt médiatique
Sidéré par les deux hold-up dont viennent d'être victimes ses magasins, le PDG de Cartier, Alain-Dominique Perrin, déclare : « Dans l'esprit du public, c'est une mémorisation visuelle du nom Cartier comme aucune campagne ne pourrait la créer.»
La réputation de Sulak est faite, les médias s'intéressent à lui. Il est parfois surnommé l'« Arsène Lupin des bijouteries » ou « le champion de la cambriole », décrit comme un bandit sans sang sur les mains, charmeur et élégant et n'ayant pas peur du risque. Pendant ses cavales, il se permet de téléphoner quelquefois au commissaire Moreas, chargé de son arrestation.
Sulak semble entretenir son mythe de gentleman cambrioleur. Lors d'un braquage de bijouterie, une cliente essayait une bague. Plutôt que de l'emporter avec le reste du butin, Sulak lui enfile la bague au doigt avec un sourire enjôleur, avant de partir. De même, croisant une femme SDF sur les marches du métro, il lui offre un bouquet de violettes, puis lui remet 10 000 francs, en billets de 500.
Pour récupérer la valeur des bijoux volés il s'arrangeait avec les compagnies d'assurances (souvent la Lloyds) en leur demandant la moitié de ce qu'elles auraient dû rembourser.

### Dernier casse et dernière condamnation
Pour la première et unique fois, un casse à Thionville tourne mal. Sulak est obligé de prendre un otage et de menacer les policiers avec une grenade dégoupillée. Il décide de se mettre au vert, et part au Brésil. Mais il revient en Europe après quelques mois seulement. En février 1984, cherchant à revenir en France, il est arrêté à la frontière espagnole, à Hendaye. La voiture dans laquelle il circule a en effet été déclarée volée. Il manque de peu que les policiers ne le libèrent sous caution, n'ayant pas immédiatement percé sa fausse identité. Il est incarcéré à Bayonne, puis rapidement à la prison de Gradignan, près de Bordeaux.
Son ami Jovanović monte alors une évasion par hélicoptère. Mais la Police de l'air et des frontières a vent du projet. Le 11 mars 1984, lorsqu'il se présente à la société de location pour prendre le vol qu'il a commandé, la SRPJ de Bordeaux l'attend. Une fusillade éclate et Jovanović est abattu près de l'hélicoptère (à l'instar du personnage de Jean-Paul Belmondo dans le film Le Professionnel, dans lequel il a joué).
Le 18 mars 1984 à la cour d'assises du Tarn, Bruno Sulak est jugé pour un braquage en 1978 à Albi. Le 21 mars il est condamné à 9 ans de prison. Il purge sa peine à la maison d'arrêt de Fleury-Mérogis.

### Décès
Dans la nuit du 17 au 18 mars 1985, il tente de s'évader de Fleury-Mérogis. Avec la complicité du sous-directeur et d'un surveillant, il arrive à quitter sa cellule et à rejoindre un bâtiment administratif, non loin de la sortie. Mais repéré, il tente de s'enfuir et saute ou tombe sur le parking, depuis une fenêtre du deuxième étage. Il se blesse très grièvement. Sur base de ses blessures, sa famille contestera la chute volontaire. 
Conduit dans le coma à l'hôpital de la Pitié-Salpêtrière à Paris, il y meurt dans la nuit du jeudi 28 au vendredi 29 mars 1985, à 29 ans.
Il est inhumé dans le carré pénitentiaire du cimetière parisien de Thiais, en présence d'Albert Spaggiari venu incognito lui rendre un dernier hommage, le 2 avril 1985. Contrairement à une légende assez répandue, Bruno Sulak n'a pas été inhumé en catimini dans une tombe anonyme. Sur la pierre tombale de sa sépulture était gravé son nom. À la demande de ses parents, qui habitaient dans le sud de la France et ne pouvaient se recueillir sur sa tombe, ses restes sont exhumés puis transférés au crématorium du cimetière du Père-Lachaise pour y être incinérés. Les archives du cimetière parisien de Thiais indiquent que l'exhumation a été réalisée en 1997. Selon le témoignage écrit de sa sœur, Pauline Sulak, sur le site « Landru, cimetières de France et d'ailleurs » - la crémation a lieu le 14 novembre 1998. Les cendres sont remises à la famille.[réf. nécessaire]

## Documentaires télévisés
- « Bruno Sulak, Le charme au poing » le 15 mars 2015 dans Faites entrer l'accusé présenté par Frédérique Lantieri sur France 2.
- « Bruno Sulak, braqueur, cambrioleur, gentleman » sur France 5.
- « Sulak, le gentleman cambrioleur des années fric » le 9 décembre 2013 dans 50 ans de faits divers sur 13e rue et sur Planète+ Justice et le 6 août 2019 sur RMC Découverte.
- Les Grandes évasions, « Sulak l'aventurier » de Marc Maouad et Roland Sicsic, Planète+ Crime, Maydia Production 2009.

## Émissions radiophoniques
- « Bruno Sulak, le gentleman braqueur » le 12 août 2017 dans Hondelatte raconte de Christophe Hondelatte sur Europe 1.
- « Bruno Sulak, l'héritier d'Arsène Lupin » le 7 janvier 2022 dans L'Heure du crime de Jean-Alphonse Richard sur RTL.
- Fabrice Drouelle, « Bruno Sulak, le braqueur affable », émission de 55 min [], sur France Inter, Affaires sensibles, 2 janvier 2023 (consulté le 3 janvier 2023).

## Fictions
- 2024 : Libre de Mélanie Laurent. Le rôle de Bruno Sulak, est interprété par Lucas Bravo.